# ستيرلينغ فوستر بلاك
ستيرلينغ فوستر بلاك (بالإنجليزية: Sterling Foster Black)‏ هو سياسي أمريكي، ولد في 12 سبتمبر 1924 في ألاباما في الولايات المتحدة، وتوفي في 20 مايو 1996 بسبب سرطان. حزبياً، نشط في الحزب الديمقراطي. وقد انتخب عضو مجلس ولاية نيومكسيكو.